# Weeshuis Varel
Weeshuis Varel (Duits: Waisenhaus Varel) is een weeshuis in Varel een stad in de Duitse deelstaat Nedersaksen. In 1669 werd met de bouw van het weeshuis begonnen, door een stichting welke was opgericht door rijksbaron en latere rijksgraaf Anton I van Aldenburg. Hij was de onwettige zoon uit een relatie tussen graaf Anton Günther von Oldenburg met Elisabeth van Ungnad-White Wolf. De Stichting, was een teken van dankbaarheid aan zijn vader, en God. Deze dank getuigenis van de Stichting is gebeiteld boven de ingang met de Latijnse uitdrukking "QUID RETRIBUAM DOMINO Ao 1671" (Hoe zal ik terugbetalen aan de Heer?).
Het bakstenen gebouw werd voltooid in 1671, en is ontworpen in de Nederlandse barok stijl, met kenmerken die wijzen op de Renaissance architectuur. Het weeshuis was geschikt voor maximaal 100 kinderen.